# Romaelle
Romaelle (oficialmente y en asturiano: Romeye) es una aldea perteneciente a la parroquia de La Braña, en el concejo de El Franco, comarca de Eo-Navia, Principado de Asturias, España.